# Johann Baptist Gradl

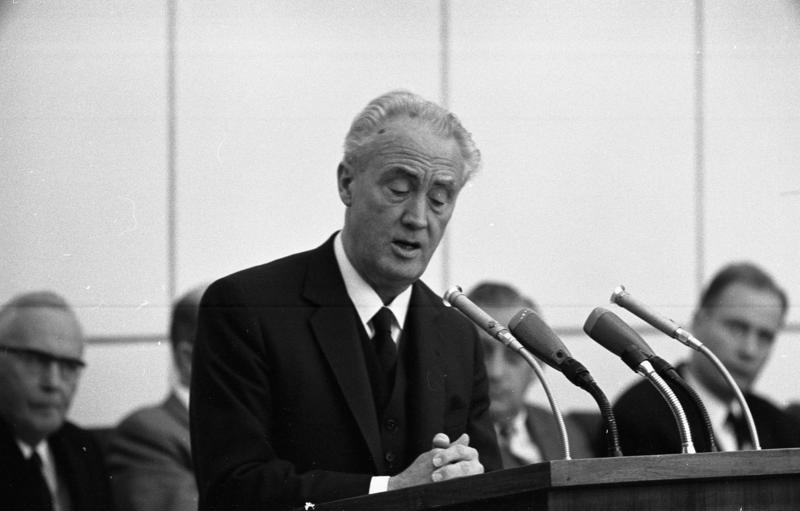
Johann Baptist Gradl, 1966

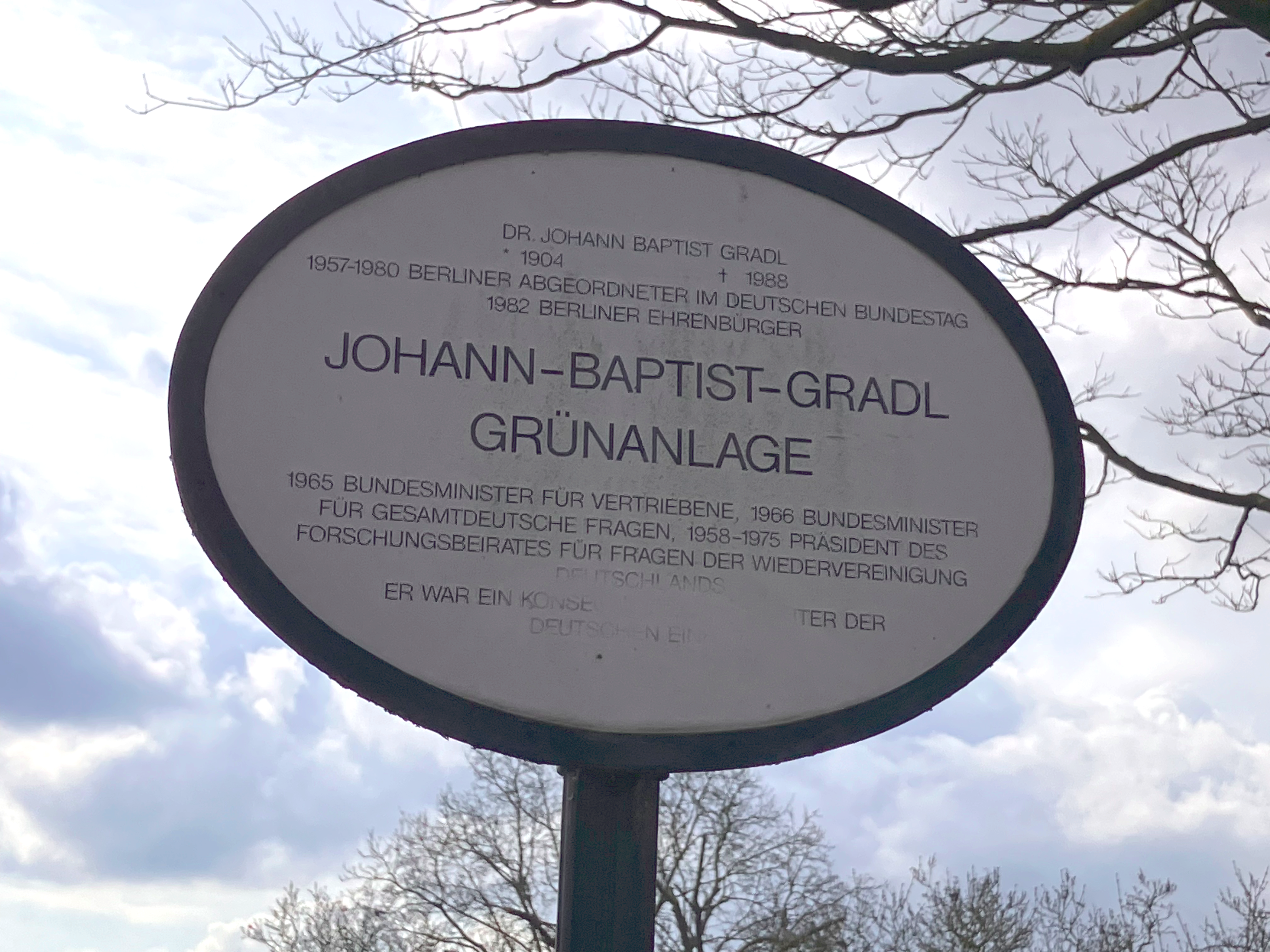
Gedenktafel, Blanckertzweg 1, in Berlin-Lichterfelde

Johann Baptist Gradl (* 25. März 1904 in Berlin; † 2. Juli 1988 ebenda) war ein deutscher Politiker (CDU). Er war von 1965 bis 1966 Bundesminister für Vertriebene, Flüchtlinge und Kriegsgeschädigte und 1966 zusätzlich  Bundesminister für gesamtdeutsche Fragen im Kabinett Erhard II.

## Familie
Die Eltern von Johann Baptist Gradl waren kurz vor seiner Geburt aus dem bayerischen Grafenwöhr  zugewandert. Der Vater war Postbeamter der Reichspost. Gradl war katholisch und verheiratet mit Marianne Gradl, geborene Brecour, einer Nichte von Wilhelm Brecour. Mit ihr hatte er vier Kinder.

## Ausbildung und Beruf
Nach dem Abitur auf einem Realgymnasium 1922 absolvierte Gradl eine Ausbildung zum Bankkaufmann und ein Studium der Volkswirtschaftslehre und Staatswissenschaft an der Friedrich-Wilhelms-Universität Berlin und der Friedrichs-Universität Halle. Seit 1926 Diplom-Volkswirt, wurde er 1930 zum Dr. rer. pol. promoviert.
Von 1926 bis 1930 arbeitete Gradl als Redakteur bei der Tageszeitung Germania in Berlin. Von 1931 bis 1945 war er als Mitglied der Geschäftsführung beim Deutschen Sparkassen- und Giroverband tätig und gehörte von 1938 bis 1945 außerdem der Geschäftsführung der Reichsgruppe Banken in Berlin an. Zwischenzeitlich war er von 1940 bis 1941 Soldat. Nach 1945 war Gradl zunächst als Treuhänder und freiberuflich tätig. Von 1948 bis 1965 war er Verleger der Berliner Tageszeitungen Der Tag und Der Kurier. Gradl gehörte 1954 zu den Gründern des Kuratoriums Unteilbares Deutschland, war ab 1962 Präsidialmitglied und von 1973 bis 1987 Vorsitzender des geschäftsführenden Präsidiums. Von 1958 bis 1975 war er Präsident des Forschungsbeirats für Fragen der Wiedervereinigung Deutschlands.

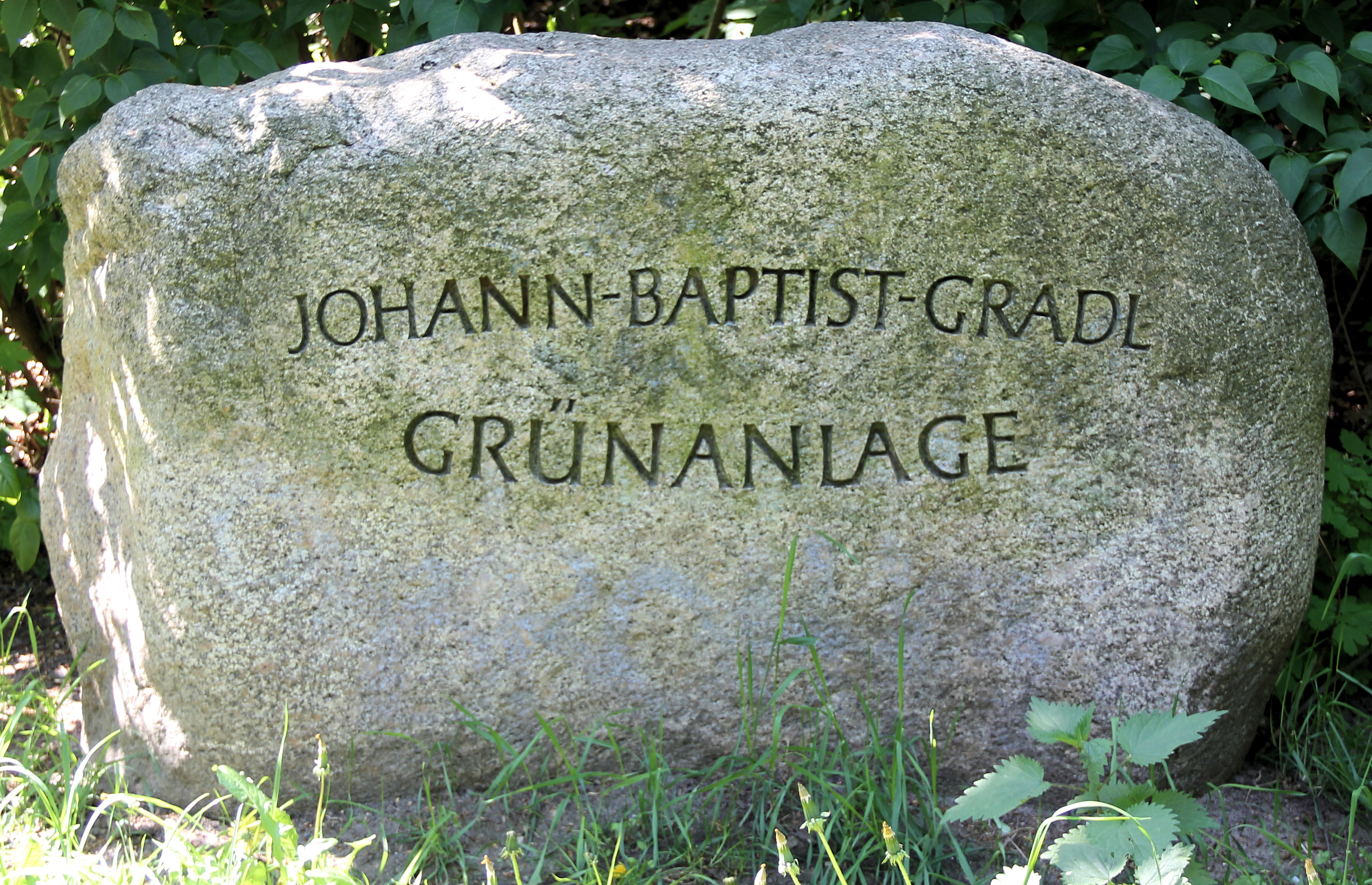
Gedenkstein, Blanckertzweg 1, in Berlin-Lichterfelde

Er war Gemeindemitglied der Pfarrei Mater Dolorosa (Berlin-Lankwitz). Er ist in einem Ehrengrab in Berlin auf dem Friedhof der St.-Matthias-Gemeinde (Berlin-Tempelhof) begraben, das zugleich als 10. Kreuzweg-Station des Friedhofs fungiert (Jesus wird seiner Kleider beraubt).

## Partei
Während der Weimarer Republik war Gradl Mitglied der Deutschen Zentrumspartei. Von 1930 bis 1933 war er ihr Vorsitzender in Berlin-Kreuzberg.
1945 gehörte Gradl zu den Mitbegründern der CDU in Berlin und in der Sowjetischen Besatzungszone und gehörte hier auch dem CDU-Hauptvorstand an. Von 1947 bis 1948 war er geschäftsführender Vorstand der Ostzonen-CDU. Ende 1947 von der sowjetischen Besatzungsmacht abgesetzt, engagierte er sich, ab 1948 der Exil-CDU angehörend, in der West-Berliner CDU. Von 1953 bis 1971 war er Mitglied im CDU-Bundesvorstand, von 1970 bis 1987 Vorsitzender der Exil-CDU. Bereits seit 1947 war er in deren geschäftsführendem Vorstand.

## Abgeordneter
Von 1957 bis 1980 war er als Vertreter Berlins Mitglied des Deutschen Bundestages und ab 1963 Mitglied des Fraktionsvorstands. Im Bundestag war er von 1969 bis 1972 Vorsitzender des Ausschusses für innerdeutsche Beziehungen, nachdem er bereits von 1957 bis 1965 stellvertretender Vorsitzender des Bundestagsausschusses für gesamtdeutsche und Berliner Fragen gewesen war. In der achten Legislaturperiode war er nach dem Tode Ludwig Erhards der älteste Abgeordnete des Deutschen Bundestages.

## Öffentliche Ämter
Nach der Bundestagswahl 1965 wurde er am 26. Oktober 1965 zum Bundesminister für Vertriebene, Flüchtlinge und Kriegsgeschädigte in der von Bundeskanzler Ludwig Erhard geführten Bundesregierung ernannt. Nach dem Bruch der Koalition und dem Rücktritt der FDP-Bundesminister übernahm er zusätzlich am 28. Oktober 1966 die Leitung des Bundesministeriums für gesamtdeutsche Fragen. Am 1. Dezember 1966 schied Gradl aus der Bundesregierung aus.

## Ehrungen

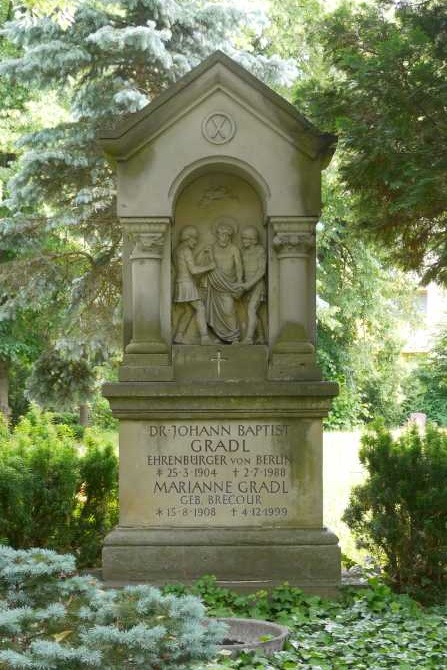
Ehrengrab von Johann Baptist Gradl

- Großes Bundesverdienstkreuz (1965) mit Stern (1968) und Schulterband (1974)
- Großkreuz des Verdienstordens der Bundesrepublik Deutschland (1980)
- Ernst-Reuter-Plakette (1974)
- Ehrenbürger Berlins (1982)
- Johann-Baptist-Gradl-Grünanlage (1994) in Berlin-Lichterfelde zwischen Jenbacher Weg und Blanckertzweg[2]

## Schriften
- Wege zur Wiedervereinigung, 1956.
- Industriestaatliche Tendenze im Bildungswesen der beiden Teile Deutschlands, Beltz-Verlag, 1967.
- Anfang unter dem Sowjetstern. Die CDU 1945-1948 in der sowjetischen Besatzungszone Deutschlands, Verlag Wissenschaft und Politik, Köln 1981.
- Für die deutsche Einheit. Zeugnisse eines Engagements, Herford 1982.
- Deutschland als Aufgabe. Politik und Nationalpädagogik, 1982.
- Stets auf der Suche. Reden, Äußerungen und Aufsätze zur Deutschlandpolitik, Verlag Wissenschaft und Politik, Köln 1984.
- Im Interesse der Einheit. Zeugnisse eines Engagements, Herford 1994 (postum).